# St. Margarethen (Basel)

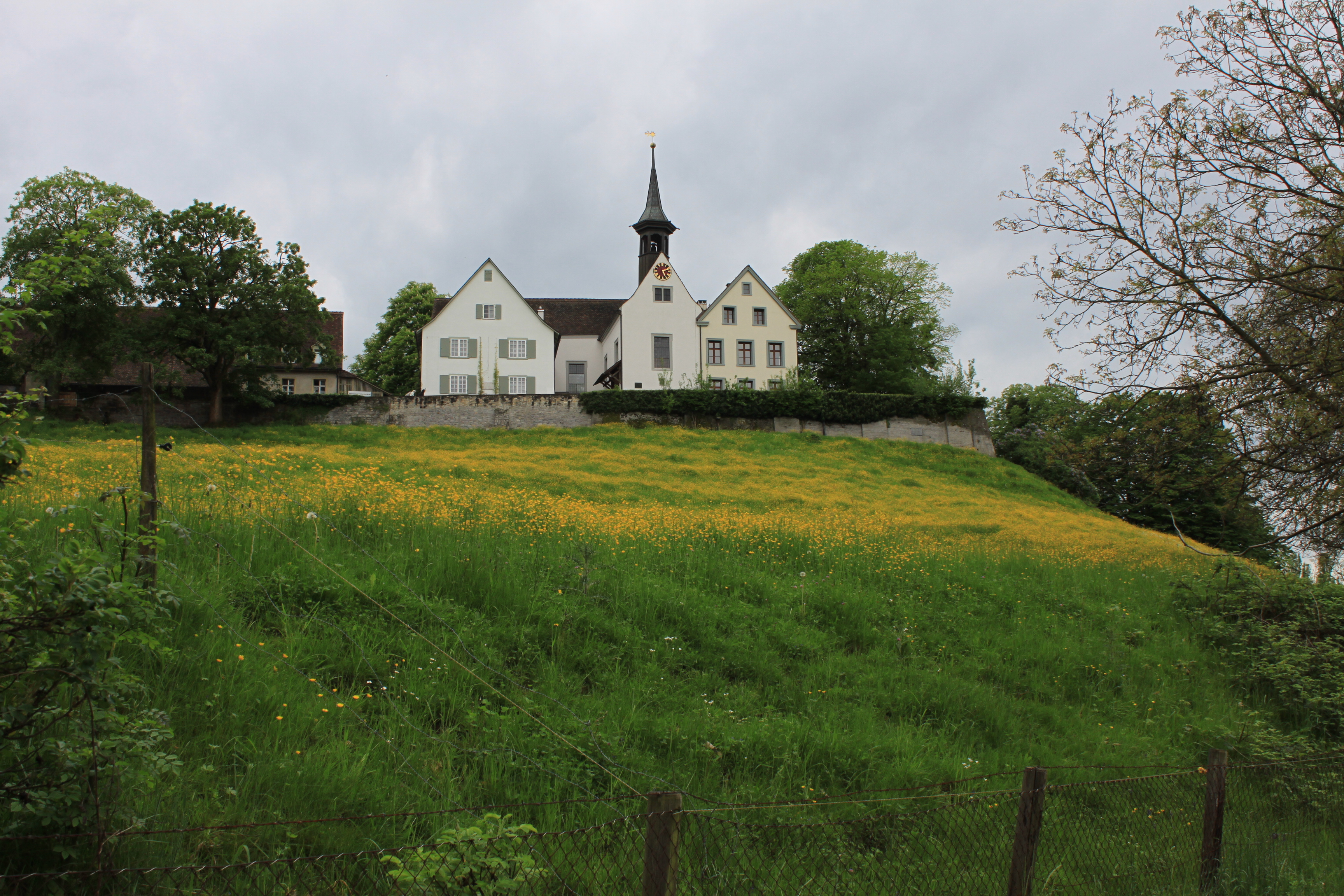
St. Margarethen Basel

St. Margarethen ist eine Anhöhe am nordwestlichen Rand des Bruderholz am Stadtrand der schweizerischen Stadt Basel.

## Geographie
Das Gebiet gehört zur basellandschaftlichen Gemeinde Binningen, Landeigentümer ist aber seit 1894 der Kanton Basel-Stadt. Geografisch handelt es sich um einen kurzen Ausläufer der Bruderholz-Hochfläche auf einer Breite von ca. 500 Metern.
Im östlichen Teil befindet sich auf 320 m ü. M. die Sternwarte St. Margarethen, daneben nordöstlich weiter unten der Margarethenpark (1823 als Englischer Garten mit Landhaus von Karl Burckhardt-Thurneysen erbaut) mit der Kunsteisbahn Margarethen (1933 erbaut; bis 2002 Heimstadion des EHC Basel). Etwas weiter südlich befindet sich das Sonnenbad St. Margarethen (1903 als Licht-, Luft- und Sonnenbad eröffnet).
Auf der hügelartigen Nordwestspitze steht auf 310 m ü. M. die ehemalige Klosterkirche St. Margarethen mit dazugehörigem Landgut; in der lokalen Mundart wird diese Nordwestspitze Margretehügel (Margarethenhügel) genannt und ist im Winter ein Freizeitort zum Schlitteln. 1892 und 1901 wurden für die Basler Festspiel-Aufführungen von Hans Huber grosse Zuschauertribünen errichtet, welche auf die Festspielbühne der nördlich benachbarten Pruntrutermatte ausgerichtet waren.

## Legende

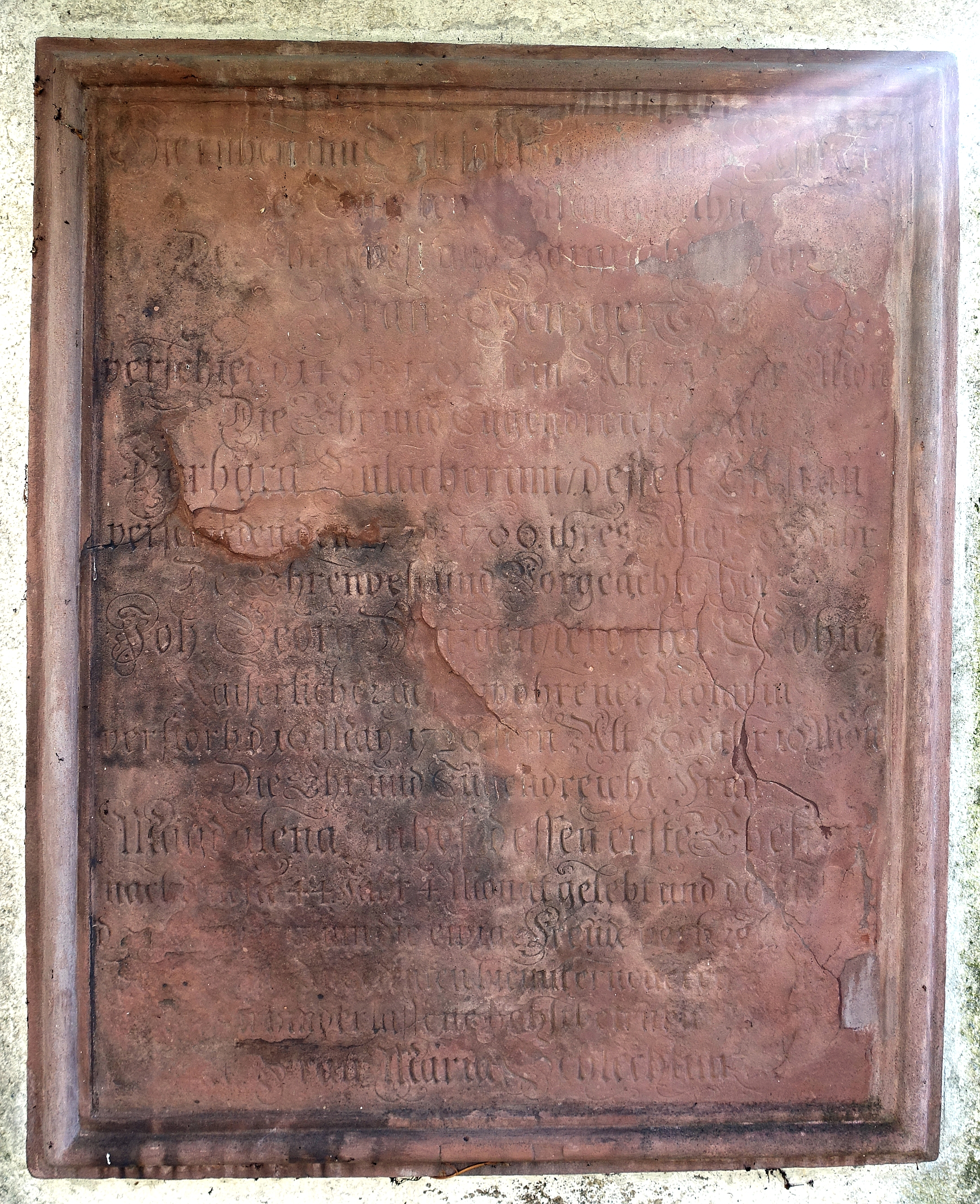
Das Epitaph der Familie Hentzgi

Der Legende nach soll St. Margarethen auf die drei Schwestern Ottilie, Chrischona und Margarethe zurückgehen, von denen jede auf einem der drei Hügel in der Umgebung von Basel, in Sichtweite der anderen, eine Kirche baute. Von St. Margarethen sind daher die Kirchen St. Ottilien im deutschen Ort Tüllingen und St. Chrischona oberhalb Bettingen zu sehen.